# 池田勝正
池田 勝正（いけだ かつまさ）は、戦国時代から安土桃山時代の武将。摂津池田氏当主、池田城主。

## 生涯
永禄6年（1563年）、前当主の池田長正の死去により池田惣領家の家督を継ぐ。この時、勝正は重臣・池田四人衆のうち池田基好（山城守）と池田正村（勘右衛門尉）の二人を殺害している。勝正は長正の子とされるが、家中は勝正支持でまとまっていなかったものと推測される。
この頃の池田氏は三好氏に属していたが、永禄7年（1564年）に三好長慶が死去し三好氏が分裂すると、勝正は三好三人衆と組んで松永久秀と戦った（東大寺大仏殿の戦いなど）。
永禄11年（1568年）に織田信長が足利義昭を擁して上洛してきた際も三好三人衆に味方して池田城に籠城し抵抗したが、城下町を焼かれ降伏した。この後、摂津が和田惟政・伊丹忠親・勝正に与えられるとの噂が流れ、また義昭は惟政・忠親・勝正を召し出し、良い関係を築くようにと命じている。この三人を摂津の「三守護」（『続応仁後記』）とする見方があるが、勝正・忠親の従来の支配を認めた上で、新たに摂津に入れた惟政によって摂津全体を統括させる体制であったと考えられる。
永禄12年（1569年）1月、三好三人衆による本圀寺の変では手勢を率いて義昭の救援に駆けつけ、細川藤孝や三好義継、伊丹忠親とともに三好三人衆と戦った。同年8月には、信長配下の武将や忠親と但馬へ進軍し此隅山城（兵庫県豊岡市）を落城させ、同月、播磨国人・別所安治とともに播磨置塩城（兵庫県姫路市）や御着城（同市）を降伏させる。10月には義昭配下の摂津勢である和田惟政・伊丹忠親・勝正の三者で浦上宗景を攻めた。元亀元年（1570年）4月の金ヶ崎の戦いでは明智光秀や木下秀吉とともに殿軍をつとめ、信長を無事に逃がす功を挙げた。この戦いで勝正は当初3,000の兵を率いており、織田軍全体で30,000人の軍勢だったことを考えると殿軍の主力だった可能性がある。
しかし、同年6月19日、三好三人衆方に寝返った家中の「池田二十一人衆」によって池田四人衆の池田豊後守・池田周防守が殺害され、勝正は大坂へ落ち延びた。この勝正の追放は池田姓を名乗る荒木村重（勝正の娘を娶っていたとも伝わる）が池田重成（知正か）と中川清秀を誘って起きたといい（『荒木略記』）、池田家当主には勝正の弟・知正が擁立されたとされる。この事件の直後の26日、勝正は三好義継に伴われて上洛した。
同年8月、勝正は野田・福島攻めに従軍し（野田・福島の戦い）、翌元亀2年（1571年）8月には原田城に入り、細川藤孝とともに池田方面を討ちまわった。同月の荒木村重率いる池田勢と和田惟政の戦いでは和田惟政に味方した（白井河原の戦い）。
その後、天正2年（1574年）4月に石山本願寺が反信長の兵を動かしているが、そこに「池田カツマサ」が加担した旨の記述が『永禄以来年代記』にある。『池田氏家譜集成』所収の系図によると没年は天正6年（1578年）であるという。